# Klaus Zachert
Klaus Zachert (* 26. Juli 1942 in Tirschtiegel, Landkreis Meseritz; † 13. April 2011 in Bamberg) war ein deutscher Kommunal- und Landespolitiker (SPD).

## Lebenslauf
Klaus Zachert wurde im äußersten Osten der preußischen Provinz Brandenburg geboren; diese Gegend fiel nach dem Kriegsende an Polen. Nach dem Abitur 1963 leistete Zachert von 1963 bis 1965 Grundwehrdienst, ehe er bis 1968 in Bamberg und Bayreuth für das Lehramt studierte. Ab 1968 war er Lehrer an Volksschulen, von 1987 bis 2006 Konrektor an der Volksschule Bamberg-Gaustadt. In den Jahren 1987 bis 1991 war Zachert Fachberater für Informatik an Volksschulen in Bamberg.
Zachert trat 1983 der SPD bei und wurde bei den Kommunalwahlen 1984 in den Bamberger Stadtrat gewählt, dem er seitdem bis zu seinem Tode ununterbrochen angehörte. In den Jahren 1999 bis 2002 war er stellvertretender Fraktionsvorsitzender. Bei der Oberbürgermeisterwahl 2000 kandidierte Zachert und erhielt bei vier Gegenkandidaten 18,88 % der Stimmen. Am 8. November 2002 rückte Zachert für Heinz Köhler, der bei der Wahl 2002 in den Bundestag gewählt worden war, in den Bayerischen Landtag nach. Zachert war Mitglied des Ausschusses für Bundes- und Europaangelegenheiten und des Ausschusses für Umweltfragen. Nach einem starken Stimmenrückgang der SPD bei der Landtagswahl 2003 schied Klaus Zachert jedoch am 5. Oktober 2003 aus dem Landtag aus.

## Privates
Zachert war verheiratet, hatte zwei Kinder und drei Enkel und war evangelischen Bekenntnisses. Er war Mitglied der Bürgervereine Gaustadt und Mitte, der Arbeiterwohlfahrt, des Schützenvereins 1899 Gaustadt, des WSV Neptun Bamberg und des ASV Gaustadt, bei dem er zehn Jahre als Jugendleiter und 20 Jahre als Spielleiter und Manager fungierte. Außerdem war Klaus Zachert seit 1986 Vorstandsmitglied des MTV 1882 Bamberg und von 2001 bis 2005 stellvertretender Vorsitzender des 1. FC 01 Bamberg und anschließend zwei Jahre Vorstandsmitglied des Fusionsvereins 1. FC Eintracht Bamberg.